# Alberto Vojtěch Frič
Alberto Vojtěch Frič (8. září 1882 Praha – 4. prosince 1944 Praha) byl český etnograf, cestovatel, botanik, fotograf, novinář a spisovatel. 

## Mládí
Frič se narodil jako druhý syn v rodině právníka a náměstka pražského primátora Vojtěcha Friče (1844–1918) a jeho manželky Rosalie rozené Švagrovské (1851–1935). Byl pokřtěn po otci Vojtěch, jméno Alberto začal používat v Jižní Americe pro jeho snadnou výslovnost ve španělštině a portugalštině. Již od mládí projevoval výjimečné nadání v přírodovědných oborech. Jako malý chlapec náhodou získal svůj první kaktus Echinopsis eyriesii, a když mu na okně vykvetl, stal se vášnivým sběratelem. Už jako teenager byl považován za jednoho z největších znalců kaktusů ve střední Evropě. Vytvořil také úctyhodnou sbírku, která ale v únoru 1900 zmrzla. Rok po maturitě na reálce v Ječné ulici v Praze odjel do Jižní Ameriky – hledat nové kaktusy.  
V letech 1901–1929 podnikl sedm cest do Jižní Ameriky a jednu do Mexika a USA.
Na svých cestách se převážně věnoval botanickým, etnologickým a geografickým výzkumům. O své práci psal novinové články, povídky i knihy, pořádal přednášky a výstavy. Je považován za průkopníka české cestopisné fotografie.

## Cesty

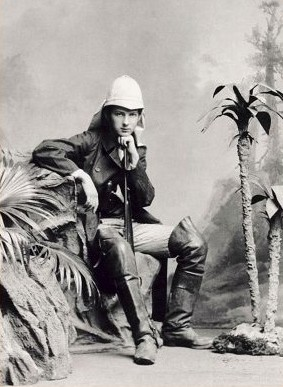
Alberto Vojtěch Frič (Praha, 1902)

Celkově na svých cestách strávil A. V. Frič téměř 12 let.

### První cesta 10.V. 1901 – 5. VII.1902
Brazílie
Fričova první cesta vedla po brazilských řekách do vnitrozemí Mato Grossa, kde se náhodně setkal s indiány kmene Šavantes. Cestu ukončilo těžké zranění po střetnutí s jaguárem. Byla však impulsem pro další poznávání Jižní Ameriky a jejích původních obyvatel. 

### Druhá cesta 11.VIII. 1903 – 17. IX.1905
Uruguay, Argentina, Paraguay, Brazílie
Na počátku druhé cesty sbíral kaktusy v Uruguayi ve spolupráci s ředitelem přírodovědného muzea v Montevideu José Arechavaletou (1834–1912). Poté zkoumal v doprovodu indiánů Toba a Pilagá dosud plně nezmapovaný tok řeky Pilcomayo na hranicích Argentiny a Paraguaye, kde mj. objasnil násilnou smrt španělského geodeta Ibarrety (1859–1898). Dále směřoval proti proudu řeky Paraguay na sever a cestou na obou březích kontaktoval postupně indiány Angaité, Sanapaná, Kaďuveo (Kadiwéu) a Čamakoko (Chamacoco). Cestu završil opět v Mato Grossu u kmene Bororo. Při zpáteční cestě uvízl v severním Chacu kvůli rozsáhlé povodni a velmi se sblížil s Čamakoky, kteří mu umožnili přečkat nebezpečí v jednom z nomádských kmenových klanů. Na různých místech Paraguaye a Argentiny se mu podařilo získat a vrátit pozůstalým některé osobní věci a fotografické negativy indiány zavražděného italského malíře a etnografa Guida Boggianiho (1861–1901).

### Třetí cesta 21.VIII. 1906 – VIII. 1908
Argentina, Brazílie, Paraguay

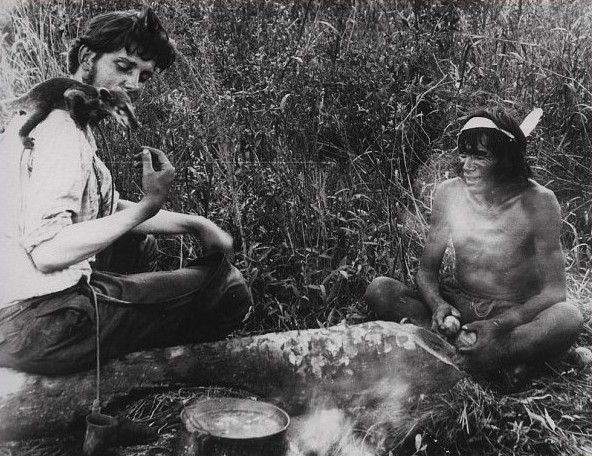
Alberto Vojtěch Frič (Paraguay, 1903)

Cestu započal v září 1906 účastí na mezinárodním kongresu Volné myšlenky v Buenos Aires, kde přednesl na základě zkušeností z minulé cesty alarmující antiklerikální projev nazvaný "Misie a civilizace indiánů". Poté zkoumal na atlantickém pobřeží mušlové mohyly sambaquis a úvahy o migraci indiánských populací, ke kterým dospěl na základě archeologických vykopávek, si pak ověřil ve vnitrozemí brazilských států Paraná a Santa Catarina. Přispělo k tomu i srovnávací studium jazyků, mytologií a zvyklostí tamních kmenů Kaingan (Kanhgág), Xokleng a určení nového kmene Ššetá (Xetá). Na jaře 1907 se velmi kriticky veřejně postavil k probíhající genocidě domorodého obyvatelstva, kterou na jihu Brazílie s vědomím místních úřadů organizovali spekulanti s půdou ve prospěch evropských imigrantů. Odmítavá reakce části německých kolonistů vedla k tomu, že muzea v Hamburku a Berlíně, která ho před cestou pověřila etnografickým sběrem, s ním v létě 1907 ukončila spolupráci. Konflikt vyvrcholil na XVI. kongresu amerikanistů ve Vídni v září 1908, kdy se němečtí vědci znovu distancovali od jeho protestu proti "lovu lidí a novodobému otroctví", který označili za projev českého nacionalismu s cílem poškodit zájmy Německa v Brazílii. Na brazilské straně však aféra vzbudila veřejnou diskusi, která vyústila v roce 1910 ve vytvoření státní "služby na ochranu indiánů" (dnes FUNAI) a zakládání rezervací. Po ukončení německých kontraktů Frič pokračoval na vlastní pěst. Na podzim 1907 působil v Argentině jako reportér pro časopis Caras y Caretas a na jaře 1908 se věnoval dalším archeologickým průzkumům v Patagonii. Nakonec si zajel do Paraguaye, kde shromáždil nové etnografické sbírky. Do Evropy se vrátil s nemocným mladým Čamakokem, pro kterého se v Praze podařilo stanovit diagnózu (do té doby neznámí střevní parazité Ancylostoma duodenale) a vyléčit jeho a posléze i celý jeho kmen.
Z kaktusů bylo významným objevem mj. Gymnocalycium mihanovichii.

### Čtvrtá cesta 1909–1912
Paraguay, Brazílie, Argentina
Pobyt zejména mezi indiány Čamakoko a Kaďuveo.

### Pátá cesta 28.V. 1919 – 11.VI. 1920
Uruguay, Argentina
Propagační mise z pověření ministerstva zahraničí nově založeného Československa.

### Šestá cesta 12.IV. 1923 – 26.II. 1924

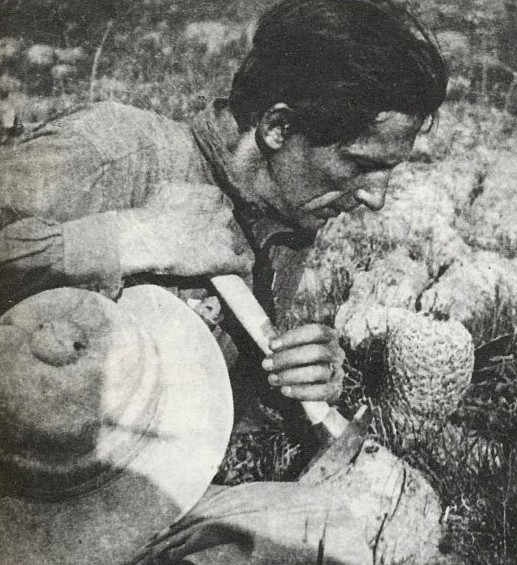
Alberto Vojtěch Frič (Mexiko, 1923)

USA, Mexiko
Cesta s botanickým zaměřením.

### Sedmá cesta I. 1927 – VI. 1927
Brazílie, Argentina, Paraguay, Uruguay
Cesta s botanickým zaměřením.

### Osmá cesta 25.X. 1928 – 29.III. 1929
Uruguay, Argentina, Bolívie, Peru
Tato poslední cesta po Jižní Americe byla z hlediska kaktusářství nejvýznamnější, neboť Frič objevil nová, dosud neznámá naleziště vysokohorských kaktusů rodů Parodia, Lobivia, Rebutia, Neowerdermania, Oreocereus a dalších a spustil celosvětový zájem až horečku o jihoamerické kaktusy.

## Rodinný život
V indiánském kmeni Čamakoko v Paraguayi žila do roku 2009 jeho dcera Herminia, narozená v prvním desetiletí 20. století. V roce 1921 se Frič oženil v Praze s Dragou Janáčkovou, s níž měl syna Ivana Vojtěcha (1922–2001), pozdějšího kameramana. Fričovi paraguayští a čeští vnuci spolupracují ve spolku „Checomacoco“. 
Frič bydlel od roku 1913 ve vile Božinka (někdy také „Božínka“), kterou si nechal postavit na adrese Jinonická 766/17.

## Frič a kaktusy

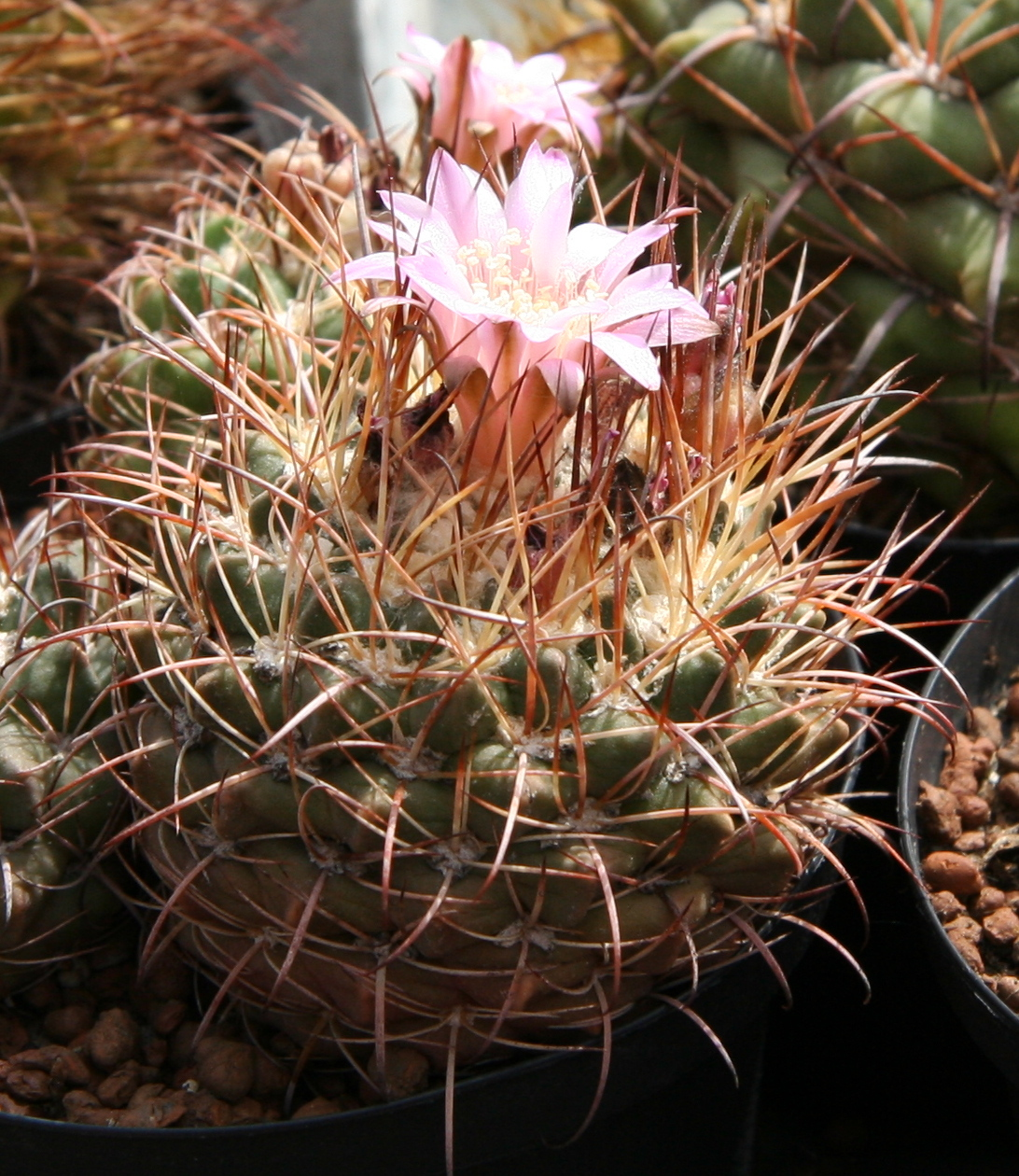
Rod Neowerdermannia A. V. F.
je rod zvláštních andských kaktusů, které domorodci užívají jako zeleninu. Typový druh Neowerdermannia vorwerkii, sběr VZ176

Frič se postupně vypracoval na odborníka světového formátu, byl považován za největšího soudobého znalce kaktusů, popsal desítky nových druhů a shromáždil největší a nejcennější evropskou sbírku kaktusů své doby. Sbírka zanikla během druhé světové války, neboť se mu přes všechnu snahu nepodařilo sehnat dost topiva a kaktusy ve sklenících umrzly. (Nebyl to první případ – už dříve mu čeští celníci na hranicích během zimy nechali kaktusy po otevření krabic zasypat sněhem a umrznout.) Sbíral je všude, od Mato Grossa přes Gran Chaco až po strmé stráně And ve výšce přes 5000 m n. m. Navštívil kvůli nim i Střední a Severní Ameriku (1923). Publikoval množství fotografií krajiny porostlé kaktusy a zpopularizoval pěstování kaktusů, zejména ve střední Evropě.
Odborníky fascinoval, když v botanické zahradě umístěné v hlavním městě Mexika objevil druh Astrophytum asterias, který již byl považován za vyhynulý (bylo to tím paradoxnější, že zahradu odborníci na kaktusy často navštěvovali). Prováděl výzkum kaktusů s narkotizačními účinky (tzv. narkokaktusy), někdy je přitom zkoušel i sám na sobě. Zjistil například, že některé potlačují závrať, čehož využíval v Andách.
Jeho objevy byly obrovské, horší to ale bylo s publikací výsledků. Friče nijak nelákala ani tvorba strohých vědeckých prací, ani taxonomie jako striktní věda pro práci s názvy. Proto spousta jím objevených druhů byla nakonec přisouzena jiným, neboť se nepřiměl k tomu, aby je podrobně a přesně vědecky popsal. Jediné větší botanické práce, které snesou nejpřísnější měřítka vědecké práce (myšleno po formální stránce), jsou jeho Index kaktusů a unikátní herbář o několika stech položkách, nacházející se v Národním muzeu.
Po ukončení svých výprav se živil jako zahradník a obchodník s kaktusy. Současně se věnoval úvahám o genetické modifikaci rostlin a zkoušel prakticky šlechtit a křížit kaktusy i užitkové plodiny, přičemž nejznámějších úspěchů dosáhl u luštěnin a rajčat.
Po Fričovi je pojmenován časopis Fričiana.
Fričův podrobný „botanický“ životopis napsal Karel Crkal pod názvem „Lovec kaktusů“.

## Frič aindiáni

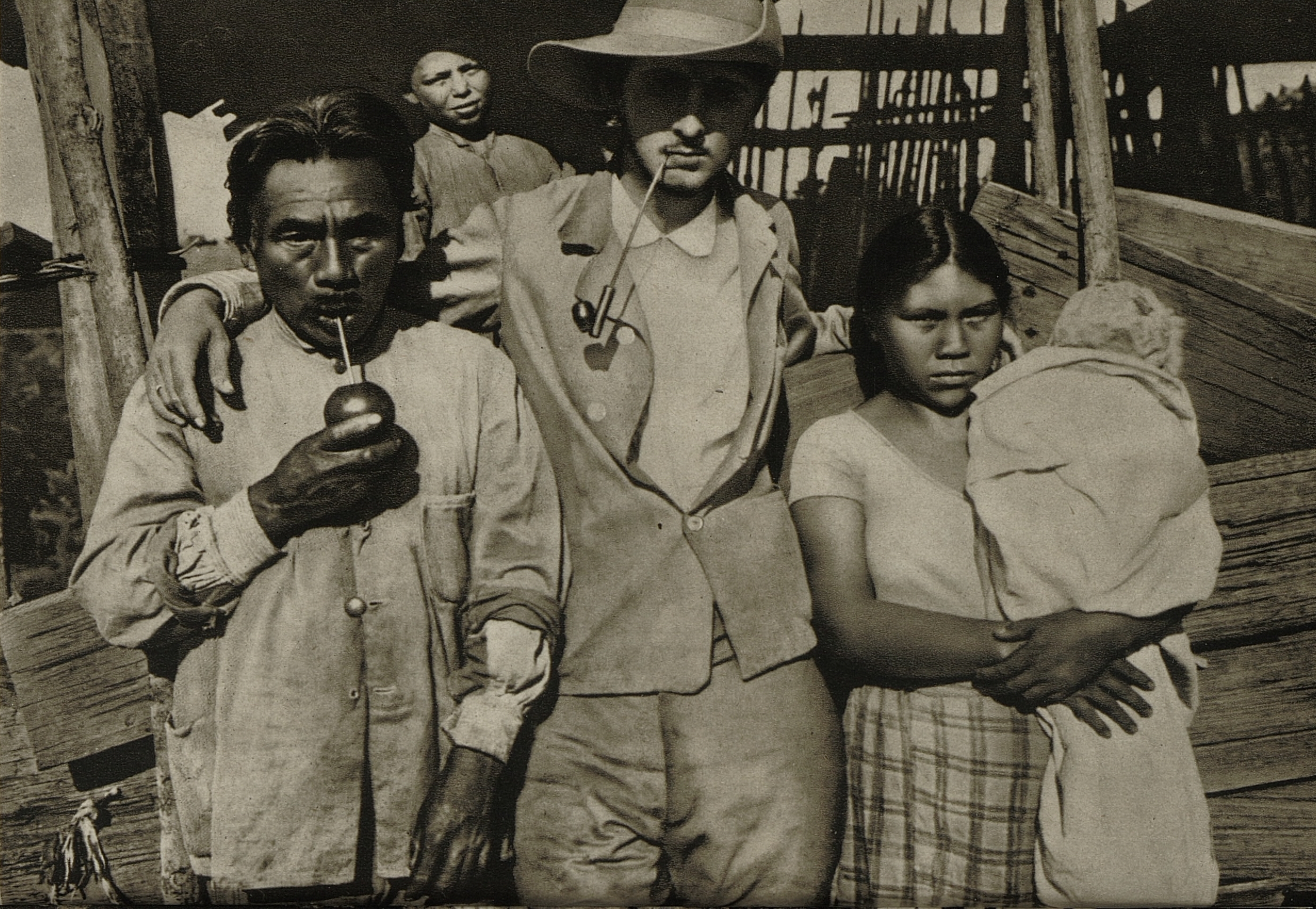
Frič s indiány kmene Kaingan

Frič během svých cest navštívil desítky kmenů a sestavil slovníky 36 indiánských jazyků. Pořídil stovky fotografií a přivezl do Evropy tisíce etnografických předmětů. Často se jedná o jediné podrobné materiály o tom, jak tito indiáni žili předtím, než byli zásadněji ovlivněni (nebo vybiti) bělochy. Celkově mezi nimi prožil asi deset let života a byly to podle jeho vlastních slov nádherné roky, bez ohledu na zranění způsobené jaguárem a další nehody a nemoci, které ho potkaly. Nejvíce času strávil u kmene Čamakoko, z něhož pocházela jeho indiánská žena.
Frič později velice vzpomínal na své pobyty u nich a dával najevo, že se u nich cítil lépe než v pražské pokrytecké a maloměšťácké společnosti. Když byl mezi nimi, byl v podstatě indiánem, oblékal se jako oni a choval se jako oni. Později o tom napsal: „Šel-li jsem navštívit ministra nebo prezidenta jihoamerických republik, oblékl jsem si frak. Chce-li ale cestovatel pochopit člověka divočiny, musí odložit šaty, oholit brvy a obočí, stát se jedním z nich…“
Nutno podotknout, že zatímco jako kaktusář byl Frič ctěn doma i ve světě, jako etnograf a znalec Indiánů je přehlížen. Většina jeho sbírek skončila v zahraničí, zejména v New Yorku a Petrohradě, jen malá část je v Náprstkově muzeu. 

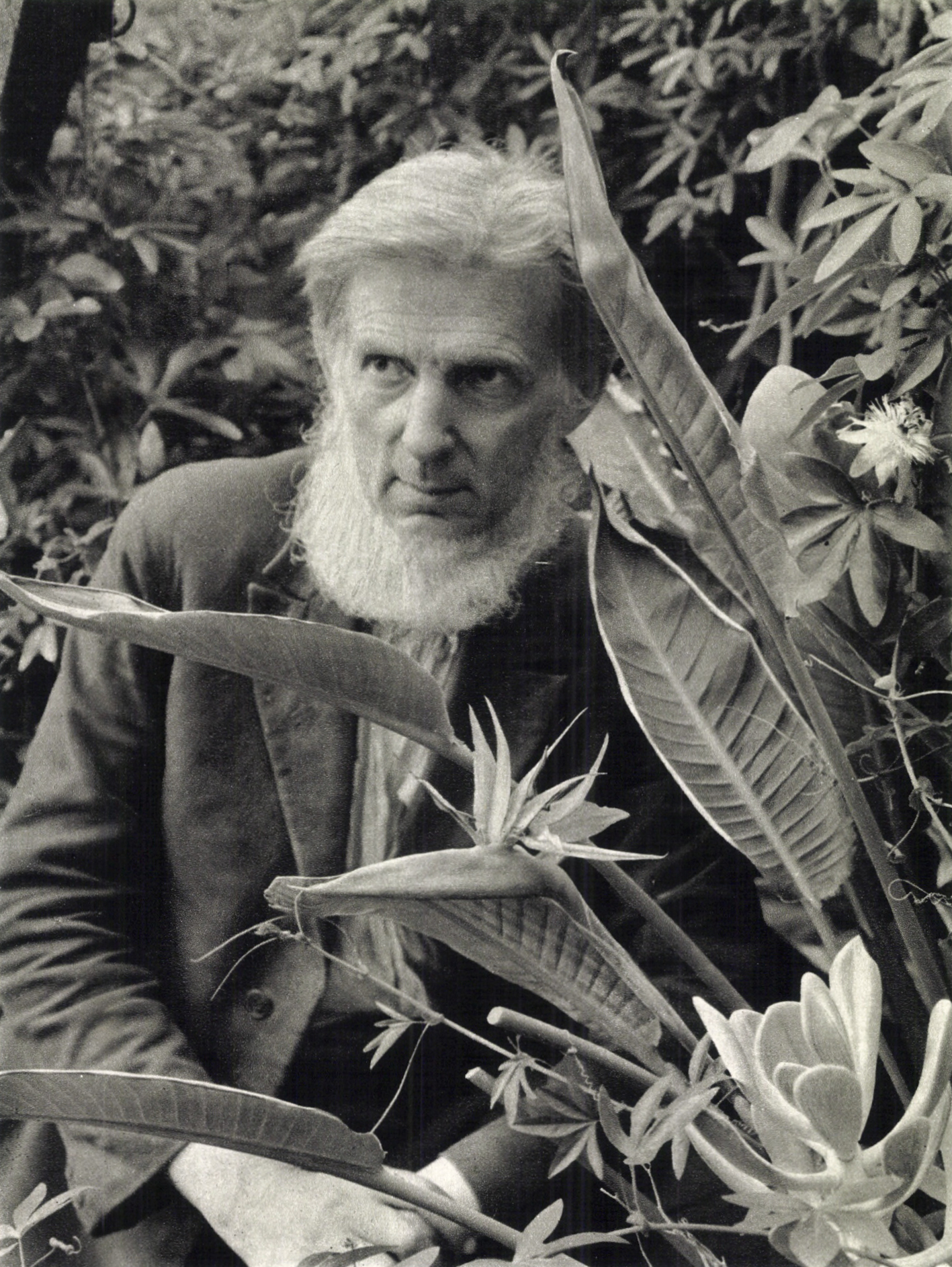
Alberto Vojtěch Frič v roce 1942

Několik jeho odborných prací o indiánech vyšlo v cizině, německy, anglicky a španělsky. Jeho styky s vědeckým prostředím skončily po XVIII. kongresu amerikanistů (1913 v Londýně). V češtině publikoval o indiánech mnoho článků pro noviny a časopisy, byl jedním z největších popularizátorů Jižní Ameriky u nás. Z těchto prací vydal dva sborníky, v roce 1918 „A. V. Frič mezi indiány“ a v roce 1943 vyšel v nakladatelství Novina jeho populární seriál z časopisu Pestrý týden pod názvem Indiáni Jižní Ameriky. V dalších vydáních byla kniha přepracovávána, komentována a rozšiřována. V Pestrém týdnu za druhé světové války vycházely i některé Fričovy vzpomínky na indiána Čerwuiše, později vydané podle kompletního rukopisu knižně v nakladatelství Titanic pod názvem Čerwuiš, aneb Z Pacheka do Pacheka oklikou přes střední Evropu.  Tento příběh také inspiroval Lucii Lomovou ke komiksovém zpracování Divoši (Labyrint, 2011). Jeho zápisky čamakokských mýtů, konfrontované s jejich novodobou verzí zaznamenanou Fričovým indiánským vnukem Rodolfem Ferreirou Fričem, vyšly pod názvem Indiánská knížka (2012). 

## Frič jako spisovatel
Frič psal i dobrodružné knihy pro mládež, v nichž čerpal ze svých zážitků na cestách. Hrdinou dobrodružných románů, které vyšly v Nakladatelství Toužimský a Moravec pod názvem Strýček indián a Dlouhý lovec, byl stylizovaný hrdina Karaí Pukú. K jejich velké oblibě (stejně jako příběh Hadí ostrov vyšly v mnoha vydáních) přispěly i ilustrace Zdeňka Buriana. 

## Konec života
Koncem listopadu 1944 se Frič na svém dvorku škrábl o hřebík a začátkem prosince zemřel na tetanus. Je pohřben na Motolském hřbitově.

## Kaktusy pojmenované dle Friče
Fričovým jménem bylo pojmenováno téměř třicet druhů kaktusů, např.:
- Cephalocereus fricii
- Cereus fricii
- Cleiostocactus straussii var. fricii
- Echinocactus fricii
- Echinopsis fricii
- Griseocactus fricii
- Gymnocalycium fricianum
- Lobivia fricii
- Lophophora fricii
- Malacocarpus fricii
- Notocactus fricii
- Parodia friciana
- Pilocereus fricii
- Stenocereus fricii
- Subpilocereus fricii
- Wigginsia fricii

Řada těchto názvů je dnes neplatných. Používá se jen:
- Cleiostocactus straussii var. fricii
- Lophophora fricii
- Notocactus fricii dřívější názvy Malacocarpus fricii, Wigginsia fricii
- Stenocereus fricii

Naopak nejnověji byl popsán druh
- Lophophora alberto-vojtechii

## Spisy
- Bylo, jest a bude, Praha 1918
- Cihly, Přerov 1918

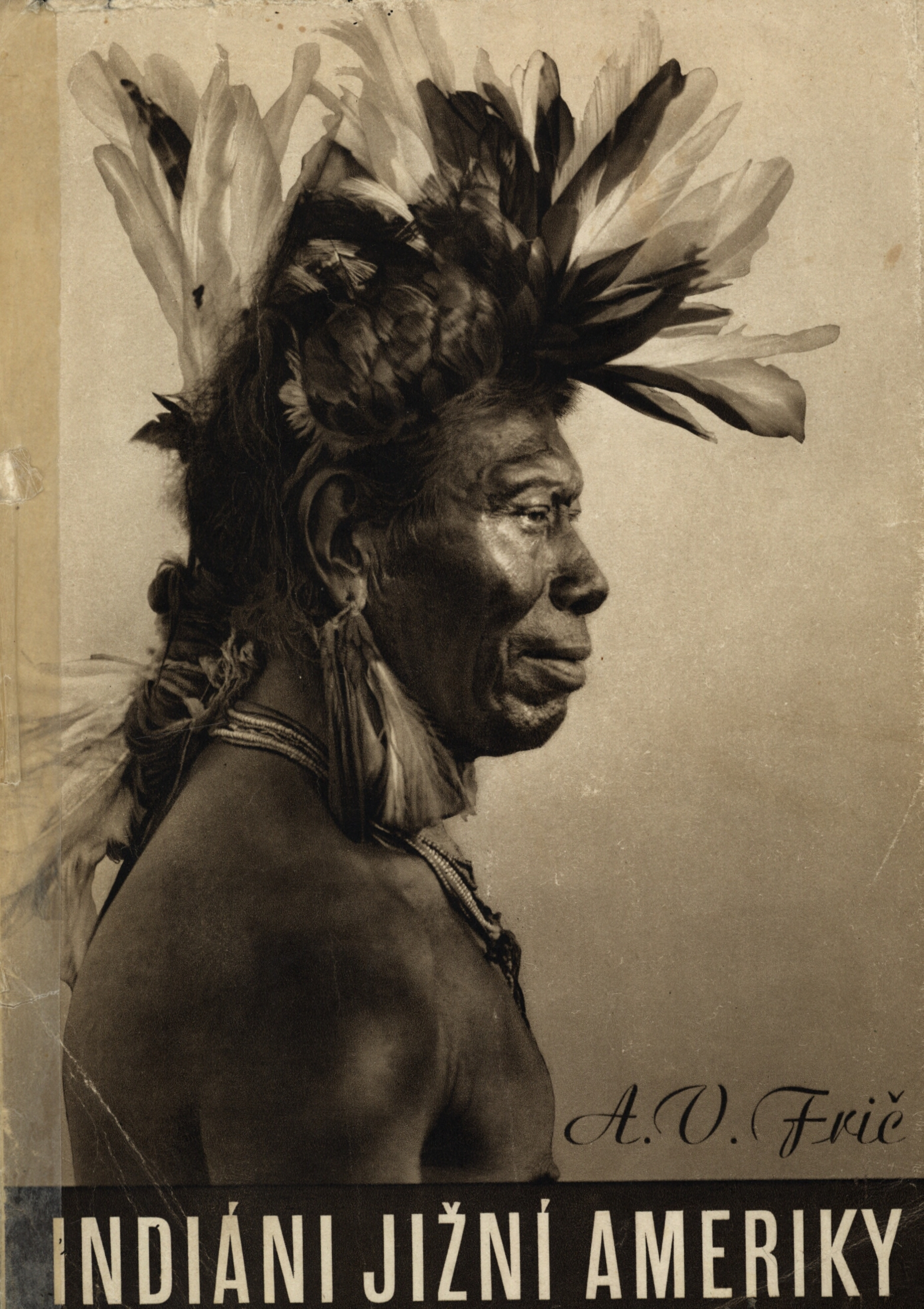
Titulní strana knihy Indiáni Jižní Ameriky

- Mezi indiány, A. Koníček, Praha 1918
- Zákon pralesa, Praha 1921
- Kalera Marsal, vlastním nákladem D. Fričové, Praha 1921
- Indiáni Jižní Ameriky, Novina, Praha 1943 (dostupné online), Mladá fronta, Praha 1957, přepracované a rozšířené vydání Orbis, Praha 1977
- Čerwuiš aneb z Pacheka do Pacheka oklikou přes střední Evropu, Titanic, Praha 2018 (4., rozšířené vydání)
- Indiánská knížka, Titanic, Praha 2012

### Okaktusech
- Kaktusy sukkulenty a jejich pěstění (spolu s J. Seidlem), Praha 1924
- O kaktech a jejich narkotických účincích, Praha : Sfinx, 1924
  - 1. doplněné a přepracované vydání, Praha : DharmaGaia : Maťa, 1995, ISBN 80-901915-3-3
  - 2. doplněné a přepracované vydání, Praha : DharmaGaia : Maťa, 1999, ISBN 80-86013-70-7
  - 3. doplněné a přepracované vydání, Praha : Titanic, 2015, ISBN 978-80-86652-56-6
- Kaktusová příloha Život v přírodě (spolu s J. Seidlem), Praha 1925
- Abablehnung (spolu s Kurtem Kreuzingerem), Praha 1935
- Svět kaktusů podle Friče, lexikon kaktusů v zahradnickém a ovocnicko-vinařském slovníku naučném, 1931–1942, reprint sestavil Matis, Dráb, 1994

### Pro děti
- Strýček indián, Toužimský a Moravec, Praha 1935 (9., přepracované vydání Titanic–Madagaskar, Praha 1994)
- Dlouhý lovec, Toužimský a Moravec, Praha 1935 (7., přepracované vydání Titanic–Madagaskar, Praha 1995) Dostupné online Státní nakladatelství dětské knihy, Praha, 1955 na stránkách PDF knihy
- Hadí ostrov, Toužimský a Moravec, Praha 1947 (6., přepracované vydání Titanic–Madagaskar, Praha 1995)

### Životopis
- Karel Crkal: Lovec kaktusů, Academia, Praha, 1983

## Výstavy
- Alberto Vojtěch Frič: Fotografie, 2012, Galerie Josefa Sudka